# Liczydło rowerowe
Liczydło rowerowe, licznik rowerowy (inne znaczenie prędkościomierz), licznik rowerzystów – urządzenie elektroniczne automatycznie liczące jadących po drodze rowerzystów.

## Opis działania
Urządzenie automatycznie wykrywa przejeżdżających rowerzystów przez dane miejsce zliczając każde przekroczenie linii czujników.  Liczniki rowerzystów są to na ogół zatopione w pobliskiej drodze rowerowej pętle indukcyjne, czyli pętle przewodów, w których płynie prąd elektryczny wytwarzający wokół instalacji zmienne pole elektromagnetyczne. Jeśli w pobliżu pętli znajdzie się inny przewodnik elektryczny, wzbudzony w nim zostanie prąd elektryczny nawet pomimo braku fizycznej styczności z przewodem. Jest to indukcja elektromagnetyczna, czyli zjawisko powstania przemieszczonego prądu elektrycznego w wyniku zmian pola magnetycznego wewnątrz obwodu. Niekiedy, do liczenia jadących rowerzystów stosuje się także fotokomórki. 
Na wyświetlaczu urządzenia prezentowane są:
- Liczba rowerów jaka przejechała danego dnia (z możliwością identyfikacji kierunku przejazdu oraz wyświetlenia tej liczby po odpowiedniej stronie liczydła);
- Liczba rowerów jaka przejechała przez cały rok.

Dane takie mogą być prezentowane na żywo w trybie ciągłym poprzez strony internetowe. 
Niektóre zaawansowane liczniki mogą również wykrywać prędkość, kierunek i typ rowerów. Systemy te są czasami określane jako barometry rowerowe, ale termin ten wprowadza w błąd, ponieważ wskazuje na pomiar ciśnienia. Większość stacji liczących składa się tylko z czujników, wewnętrznego urządzenia komputerowego, chociaż niektóre używają wyświetlacza do pokazywania całkowitej liczby rowerzystów w danym dniu i bieżącym roku.  

## Zastosowania
Przydrożne urządzenia liczące jadących rowerzystów są zainstalowane w wielu miastach. Zwykle stanowią element szerszej strategii miasta, chcących zachęcić swoich mieszkańców do jeżdżenia rowerami – zapewnia zarządcy dróg rowerowych pełną informację na temat ilości rowerów poruszających się po nich jak również umożliwia planowanie nowych lub rozbudowę istniejących dróg dla rowerów, natomiast użytkownikom tych dróg prezentuję które drogi są najczęściej uczęszczane oraz jakie panuje na nich natężenie ruchu rowerowego w zależności od pory dnia. 

## Liczydła rowerowe na świecie
Urządzenia liczące rowerzystów szeroko stosuje się w Kopenhadze, Londynie czy Budapeszcie. Pierwsza stacja liczenia rowerów była testowana w Odense w Danii w latach 1999—2002 roku.

## Liczydła rowerowe w Polsce

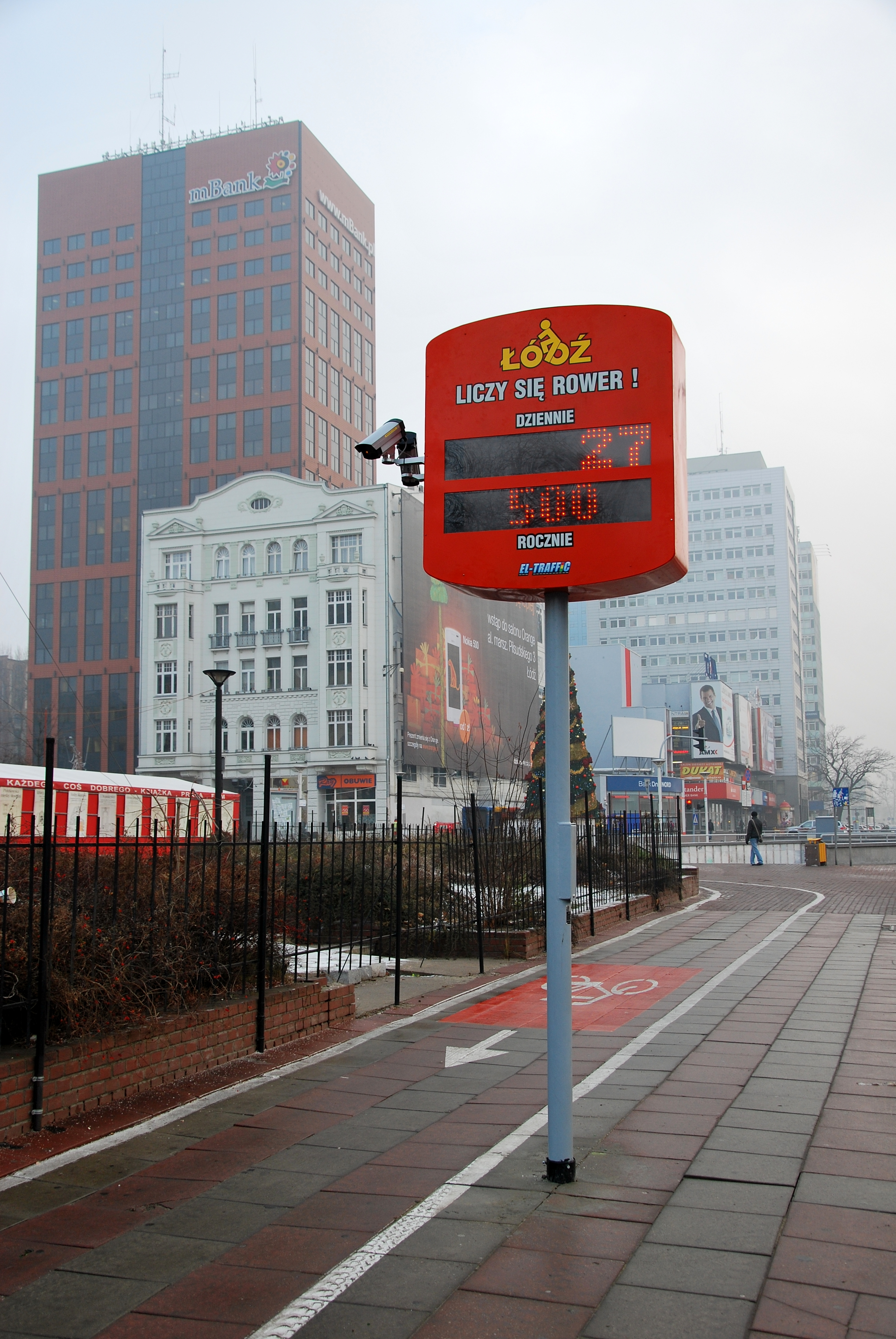
Liczydło przy al. Mickiewicza w Łodzi

Pierwszym miastem w Polsce w którym zamontowano liczydło z wyświetlaczem była Łódź, gdzie w grudniu 2011 roku przy al. Mickiewicza uruchomiono takie urządzenie. Wcześniej w 2009 urządzenie liczące rowerzystów, ale bez pokazywania wyników zamontowano w Tychach. 
W 2023 takich urządzeń w Łodzi działa 8; Wyniki z wszystkich liczydeł udostępniane są również na stronie internetowej Rower się liczy; W Poznaniu są 33 urządzenia tego typu prezentujące także wyniki online na stronie internetowej; W Krakowie jest 17 urządzeń również prezentujących wyniki online; W Katowicach znajduje się jedno takie urządzenie zamontowane w 2022 roku. 
Urządzenia takie w Polsce zostały zamontowane także w Szczecinie, Tychach i we Wrocławiu, ale wyniki były znane tylko urzędnikom.